# Eisen(II)-fumarat
Eisen(II)-fumarat ist ein zweiwertiges Eisensalz der Fumarsäure und wird zur oralen Substitutionstherapie bei Eisenmangelanämie verwendet.

## Biologische Bedeutung
Eisen wird nur in seiner zweiwertigen Form im Darm aufgenommen. Die Einnahme des Medikaments sollte auf nüchternen Magen erfolgen, da hier die Eisenaufnahme am größten ist. Allerdings können bei empfindlichen Patienten Magen-Darm-Beschwerden auftreten. Ebenfalls können Antazida die Eisenaufnahme hemmen. In diesem Fall ist eine  Aufteilung der Dosis auf mehrere Einzelgaben sinnvoll. 